# István Száva
István Száva (ur. 2 sierpnia 1907 w Budapeszcie, zm. 1970 tamże) – węgierski pisarz, dziennikarz. Studiował nauki humanistyczne w Budapeszcie, został jednak wydalony z uczelni za rewolucyjne przekonania. Działacz ruchu robotniczego oraz węgierskiego ruchu oporu w czasie II wojny światowej. Po zakończeniu wojny studiował filologię romańską i węgierską. W 1948 został przewodniczącym Krajowego Związku Dziennikarzy Węgierskich. Pierwszą powieść Utcasarok napisał w 1926. Jest autorem książek o tematyce współczesnej oraz powieści dla młodzieży o słynnych postaciach historycznych.

## Wybrane utwory
- A szirakuzai óriás (1959, pl. Olbrzym z Syrakuz, 1966)